# Ballstad

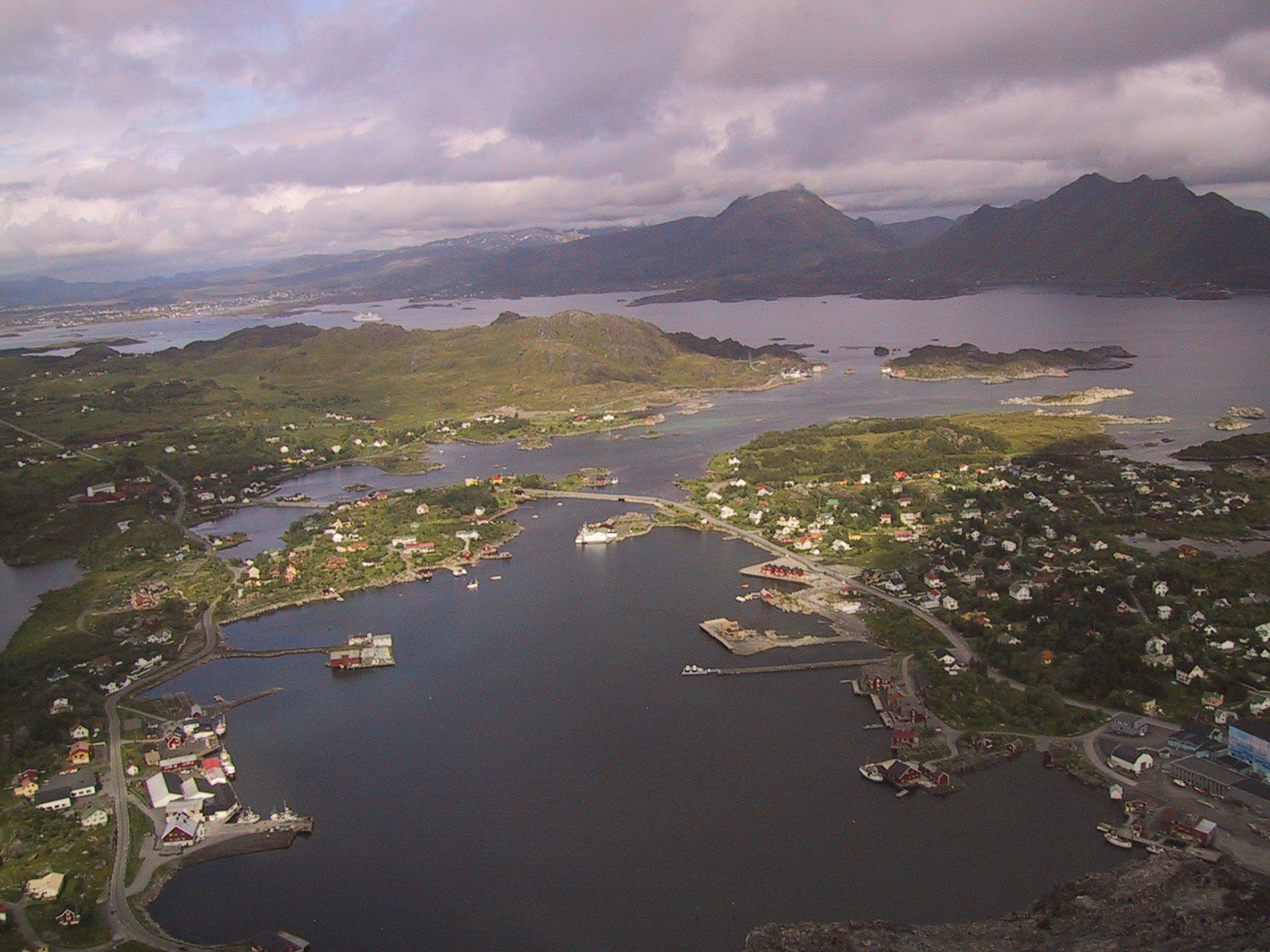

Ballstad is een plaats in de Noorse gemeente Vestvågøy, provincie Nordland. Ballstad telt 749 inwoners (2007) en heeft een oppervlakte van 0,84 km².